# Master of Himself
Master of Himself è un cortometraggio muto del 1913. Il nome del regista non viene riportato nei credit del film che, prodotto dalla Flying A su un soggetto di Louis Levin, aveva come interpreti J. Warren Kerrigan, Vivian Rich, Louise Lester, Jack Richardson, Chick Morrison, William Tedmarsh, Edith Borella.

## Trama
Quando, durante un ricevimento, viene annunciato il fidanzamento tra la signorina Hildreth e il dottor Blanchard, non tutti ne sono felici: la notizia provoca il risentimento di Davis, un ammiratore di Frances, che non riesce a digerire il colpo. Tanto che, la sera dopo al club, se la prende con Blanchard, dandogli un pugno. La cosa arriva all'orecchio di Frances che chiede al fidanzato del perché non ha reagito da uomo a quell'offesa. La sua risposta non la soddisfa e il fidanzamento è rotto.

In campagna, dove è stato invitato a una partita di caccia, Blanchard riceve una nota urgente che lo riporta in città: deve eseguire un'operazione per frattura del cranio e la paziente è la sua ex fidanzata alla quale è caduto un mattone in testa mentre si trovava con Davis in un cantiere in costruzione. Durante l'intervento, scoppia nei laboratori un incendio: con il supporto dei vigili del fuoco, Blanchard riesce a portare a termine l'operazione e, quando la signorina Hildreth si risveglia, trova al suo fianco l'eroico medico che riconquista così il suo cuore.

## Produzione
Il film fu prodotto dalla Flying A (American Film Manufacturing Company).

## Distribuzione
Distribuito dalla Mutual, il film - un cortometraggio in una bobina - uscì nelle sale cinematografiche degli Stati Uniti il 27 settembre 1913.